# Peale’s Mastodon

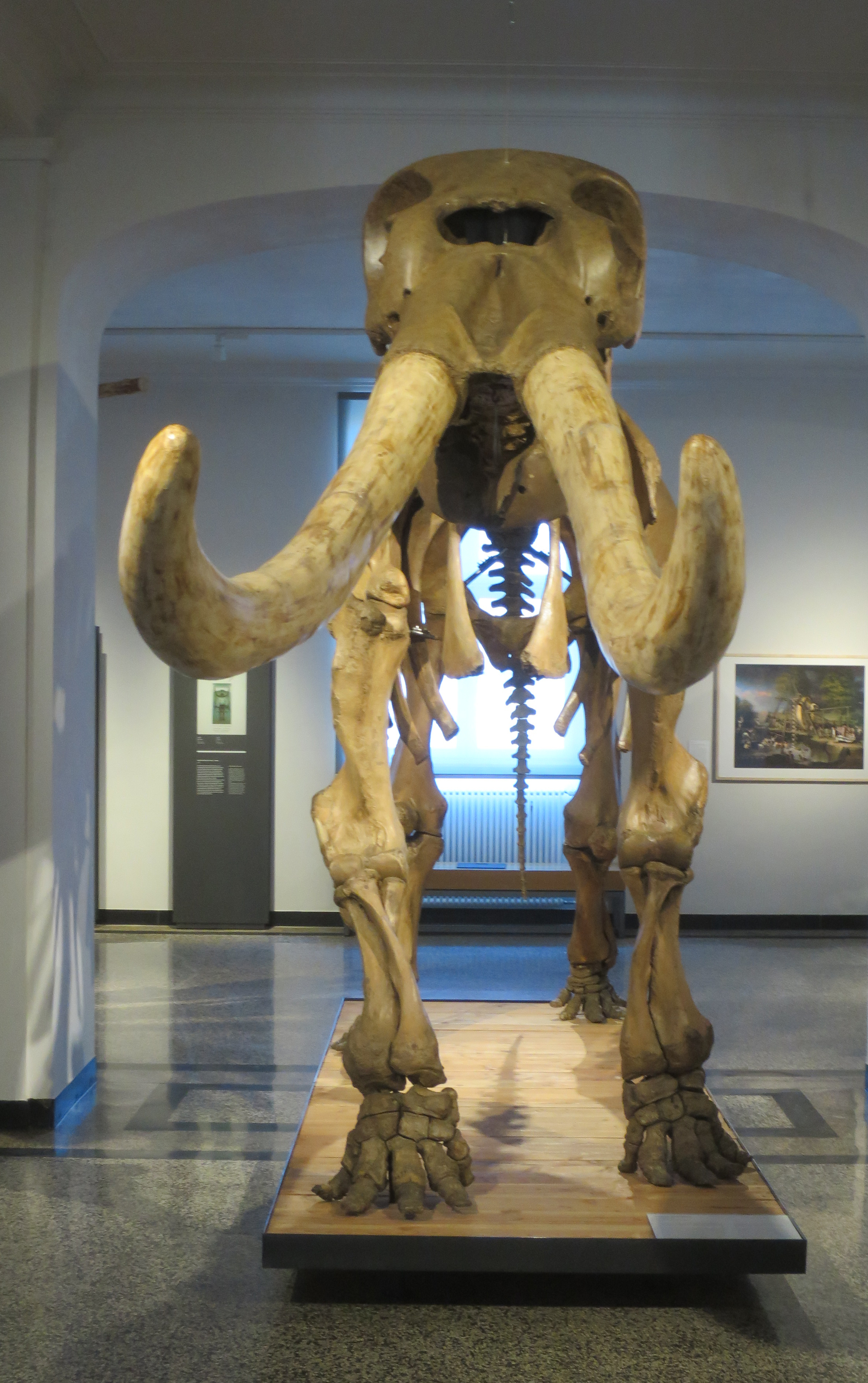
Peale’s Mastodon im Hessischen Landesmuseum Darmstadt

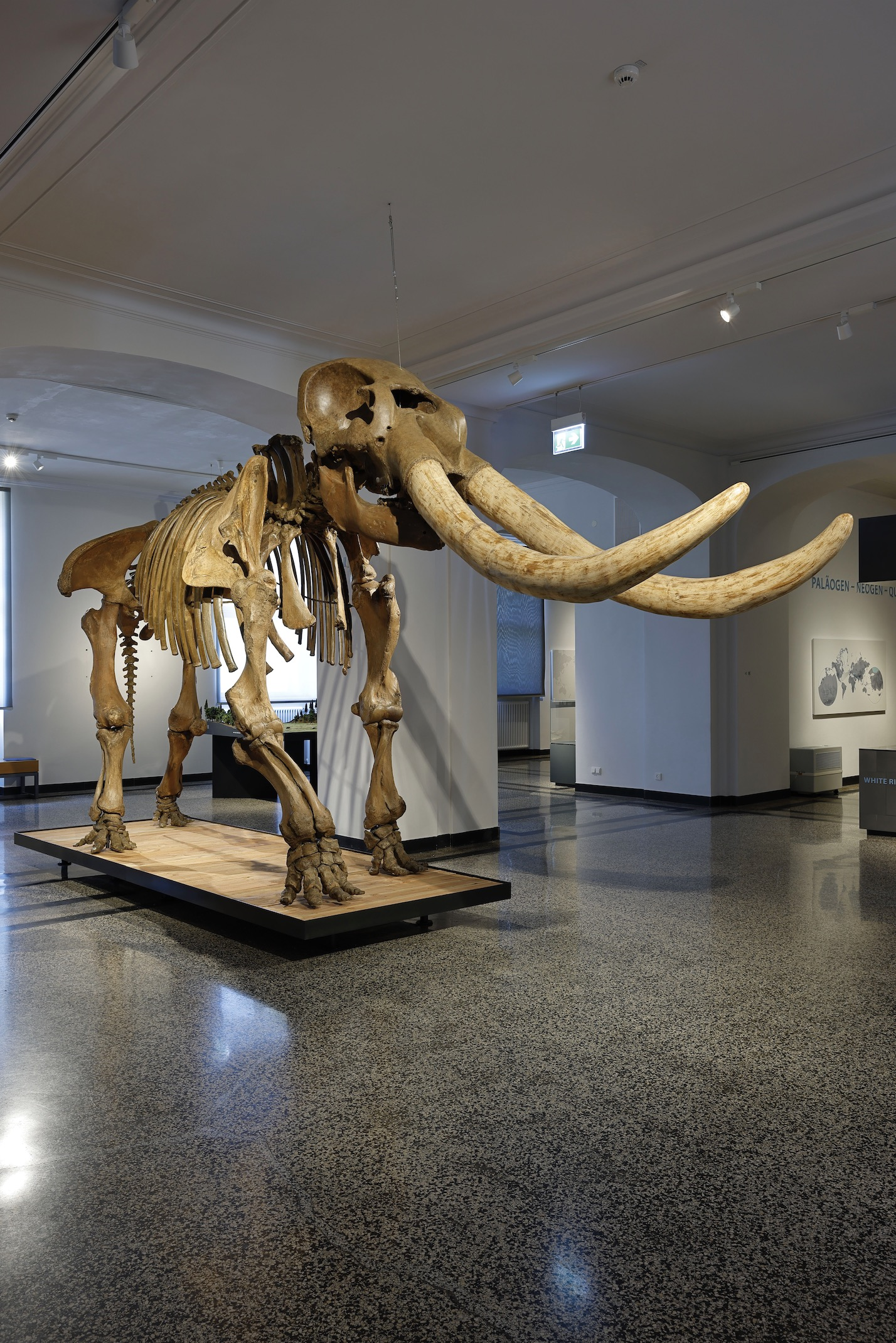
Hessisches Landesmuseum Darmstadt, Peale’s Mastodon (Foto nach der Neuaufstellung 2022)

Das bekannteste prähistorische Fossil, das im frühen 19. Jahrhundert in den Vereinigten Staaten ausgegraben und rekonstruiert wurde, ist Charles Willson Peale’s Mastodon. Es handelt sich um das nahezu vollständige Skelett eines amerikanischen Mastodons (Mammut americanum), das 1801 in Newburgh im Bundesstaat New York entdeckt wurde. Das Mammut Americanum lebte vor etwa fünf Millionen bis vor 11.000 Jahren in den offenen Wäldern Nordamerikas, unter anderem in Kanada, den USA und Mexiko. Fossilfunde, darunter vollständige Skelette und Mageninhalte, belegen, dass es sich von den Zweigen von Koniferen wie Tanne, Lärche, Pappel und Weide ernährte.

## Geschichte
An der Fundstelle „Big Bone Lick“ waren bereits im frühen 18. Jahrhundert Fossilien entdeckt worden, die auch nach Europa gelangten. Der Name leitet sich von den dort gefundenen Fossilien der eiszeitlichen Megafauna ab. Die Gegend ist von Salz- und Schwefelquellen durchzogen. In deren Nähe ist der Untergrund sehr weich und sumpfig. Dadurch sanken Großsäugetiere wie Riesenfaultiere, Wollhaarmammuts, Mastodonten, Bisons oder Pferde ein und konnten sich nicht mehr befreien. So entstand über Jahrtausende hinweg eine Fossilfundstelle. Die Entdeckung wurde auf der Farm von John Masten gemacht, als Arbeiter beim Abbau von kalkhaltigem Mergel auf einen großen Oberschenkelknochen stießen. Der Fund führte zu einer systematischen Ausgrabung, bei der zahlreiche weitere Knochen und Zähne geborgen wurden. Charles Willson Peale (1741–1827), ein Maler, Naturforscher und Museumsgründer aus Philadelphia, erwarb das Material für 200 US-Dollar (zzgl. Sachleistungen) und sicherte sich gegen eine zusätzliche Zahlung von 100 US-Dollar das exklusive Grabungsrecht am Fundort.  Mit Unterstützung der American Philosophical Society (APS), die ihm am 24. Juli 1801 ein Darlehen über 500 US-Dollar gewährte, organisierte Peale eine umfangreiche Grabung.

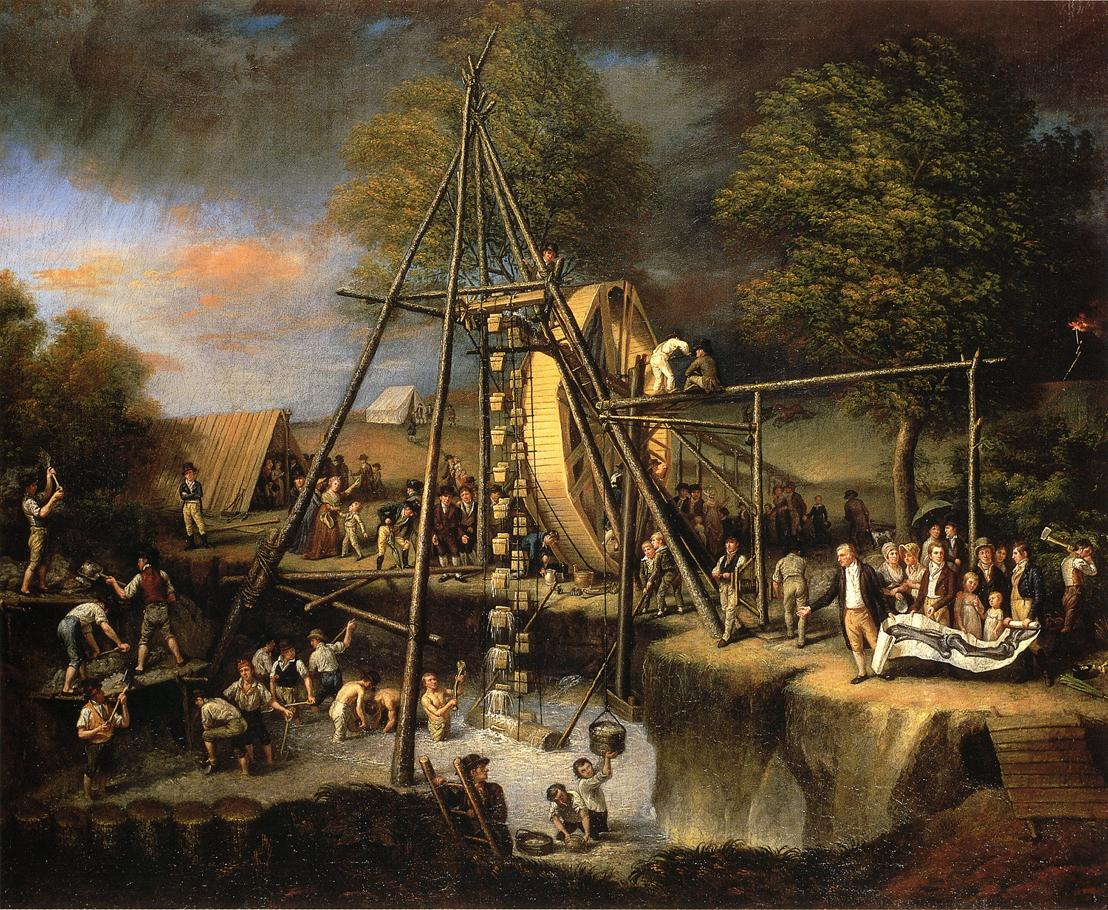
Charles Willson Peale: The Exhumation of the Mastadon (ca. 1807). Maryland Center for History and Culture, Baltimore, Maryland

Zur Wasserentfernung aus dem Grabungsschacht ließ Peale ein mechanisches Eimerwerk errichten. Weitere Knochen beschaffte er auf benachbarten Grundstücken, darunter die Barber Farm in Montgomery County. Dieses Grundstück ist heute als „Peale’s Barber Farm Mastodon Exhumation Site“ im National Register of Historic Places gelistet. Die Funde wurden nach Philadelphia transportiert, wo Peale das Skelett in seinem naturhistorischen Museum (Peale’s Philadelphia Museum) rekonstruierte – teilweise mit Ersatzteilen aus Holz und Pappmaché.
Die Grabungen insgesamt kosteten rund 2.000 US-Dollar. Peale rekonstruierte das Skelett zwischen September und Dezember 1801. Am 25. Dezember 1801 wurde die Ausstellung im Peale Museum in Philadelphia für die Öffentlichkeit eröffnet. Der Eintritt ins Museum betrug 25 Cent, für die separate Besichtigung des „Skeletts des Mammuts“ wurden zusätzlich 50 Cent verlangt. Die Ausstellung war sechs Abende pro Woche bei künstlicher Beleuchtung zugänglich. Der finanzielle Erfolg ermöglichte es Peale, seine Schulden zurückzuzahlen. Zwischen 1803 und 1807 erzielte er einen Gewinn von rund 3.000 US-Dollar.
Das Mastodon-Skelett wurde als Symbol der Stärke des jungen US-amerikanischen Staates präsentiert. Unter anderem diente es dazu, die These des französischen Naturforschers Georges-Louis Leclerc, Comte de Buffon, zu widerlegen. Dieser hatte in seinem Werk Histoire naturelle (ab 1749) die Tierwelt Amerikas als schwächer im Vergleich zu Europa bezeichnet. Peales Ausstellung hatte sowohl wissenschaftliche als auch politische Dimensionen.
Nach Peales Tod im Jahr 1827 geriet das Museum in finanzielle Schwierigkeiten. Im Jahr 1848 erwarb der Schausteller P. T. Barnum einen Großteil der Sammlung; dessen Museum wurde 1851 bei einem Brand zerstört. Das Mastodon-Skelett blieb jedoch erhalten. Es wurde nach Europa verkauft und gelangte schließlich in das Großherzogliche Museum in Darmstadt, wo der deutsche Naturforscher Johann Jakob Kaup es für die geologische Sammlung erwarb. Heute befindet es sich im Hessischen Landesmuseum Darmstadt. Es überstand die Zerstörung großer Teile des Museums bei einem Luftangriff im Jahr 1944 weitgehend unbeschädigt. Das rekonstruierte Skelett ist etwa 15.000 Jahre alt, 2,6 Meter hoch und 3,7 Meter lang (von den Stoßzahnansätzen bis zur Schwanzwurzel).

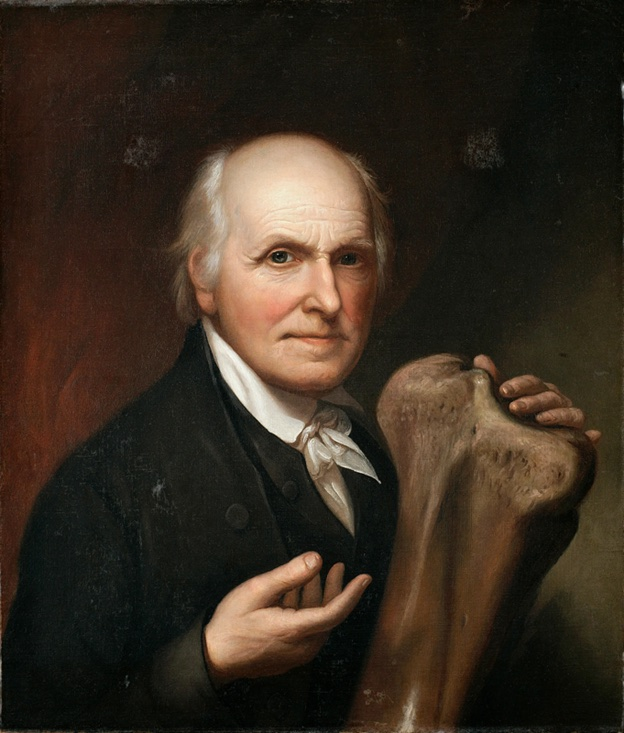
Charles Willson Peale: Self-Portrait with Mastodon Bone (1824) New York Historical Society

 Peale’s Mastodon war 2020/21 Teil der Ausstellung „Alexander von Humboldt and the United States: Art, Nature, and Culture“ im Smithsonian American Art Museum in Washington, D.C. Alexander von Humboldt hatte während seiner Amerikareise 1804 Charles Willson Peale getroffen und mit ihm über Mastodons und die amerikanische Tierwelt diskutiert. Auch er widersprach Buffons These von der „Degeneration“ der amerikanischen Fauna.

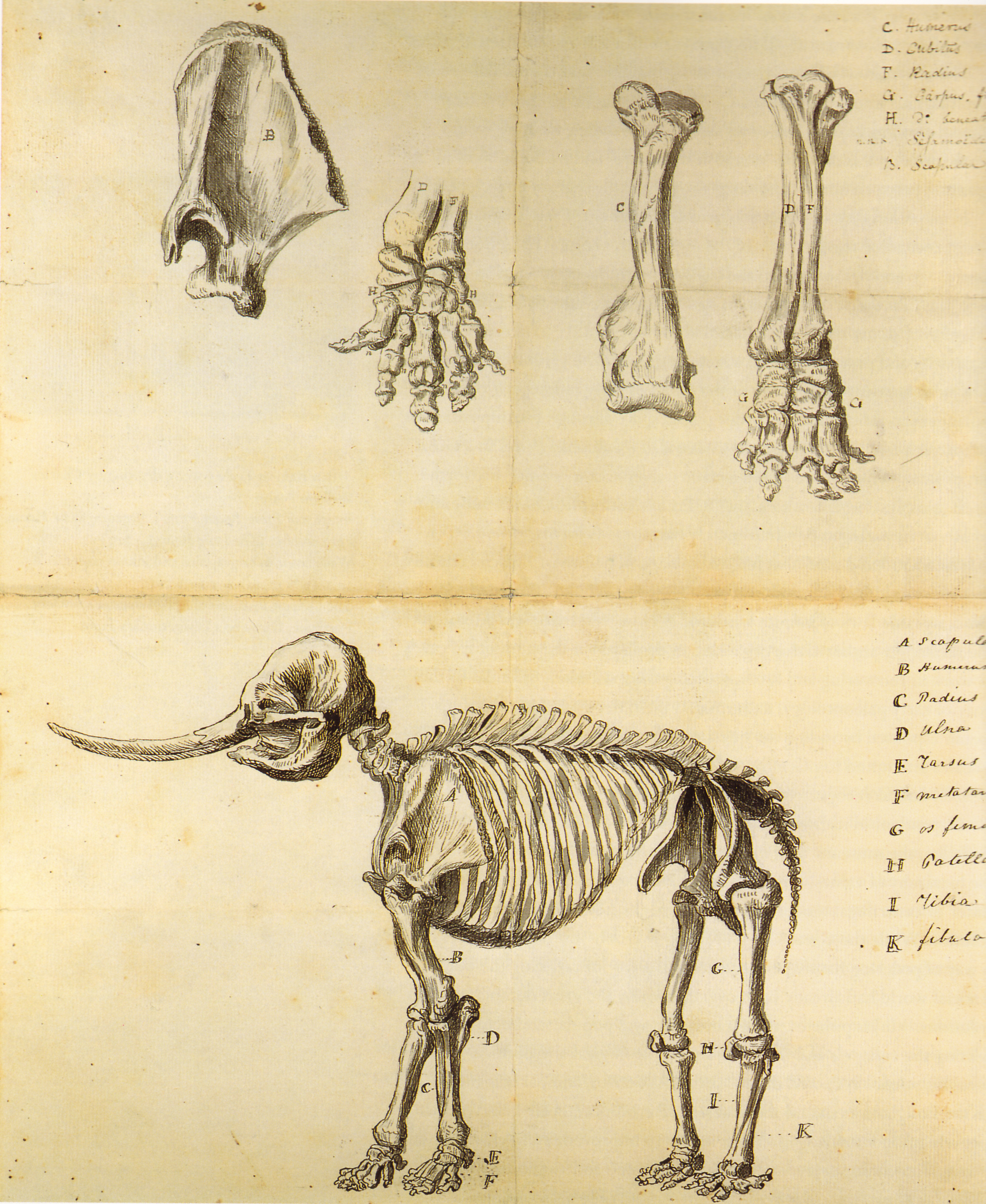
Rembrandt Peale: Working sketch of the mastodon (1801)

Ein weiteres vollständiges Skelett wurde 1814 von Rembrandt Peale in seinem eigenen Museum in Baltimore ausgestellt. Das zweite Skelett befindet sich heute im American Museum of Natural History. Das Exemplar aus Rembrandt Peales Museum wurde 1852 von John Collins Warren erworben und der Harvard University übergeben. Im Jahr 1991 wurden die noch vorhandenen fünfzehn Knochen an das Peale-Museum in Baltimore zurückgegeben.
Die Exhumierung und Ausstellung des Mastodons durch Charles Willson Peale markierte einen Wendepunkt in der populären Wissenschaftsdarstellung und trug wesentlich zur Etablierung der Paläontologie als eigenständige Disziplin in den Vereinigten Staaten bei.

### Joseph Beuys vor Peales Mastodon
Ein ikonisches Foto zeigt Joseph Beuys vor dem Skelett des Peale Mastodons mit dem Schriftzug „KUNST=KAPITAL“ in seiner typischen Schreibweise, um 1980 als Postkarte und Poster veröffentlicht. Der Slogan verweist auf Beuys’ Konzept der „sozialen Plastik“, in der das kreative Potenzial und der Gestaltungswille jedes Menschen als wahres Kapital gelten.„Kunst = KAPITAL“ ist eine 1979 von Joseph Beuys formulierte Gleichung, die als programmatischer Ausdruck seiner erweiterten Kunst- und Gesellschaftstheorie gilt. Sie steht exemplarisch für Beuys’ Bemühen, den Kapitalbegriff von ökonomischen Festschreibungen zu lösen und durch ein neues, anthropologisch und kreativ verstandenes Konzept zu ersetzen. Ziel war eine grundlegende Umgestaltung kultureller, gesellschaftlicher und wirtschaftlicher Prozesse im Sinne einer permanenten, partizipativen und demokratischen „sozialen Plastik“. Joseph Beuys hat auch Dutzende Geldscheine mit Kunst=KAPITAL beschriftet und signiert.